# Intelligent Car Initiative
Die Intelligent Car Initiative (‚Initiative Intelligentes Fahrzeug‘) ist eine Initiative der Europäischen Kommission, um alle Maßnahmen zu bündeln, die sich auf „intelligente“ Autos beziehen. Darunter versteht man Fahrzeuge, die mit modernen Informations- und Kommunikationstechnologien (IKT) ausgestattet sind, um die Verkehrssicherheit oder den Verkehrsfluss zu erhöhen. Ein schon älteres Beispiel ist das Antiblockiersystem ABS. Ein neueres System ist der elektronische Bremsassistent, der dem Fahrer hilft, optimal zu bremsen oder die Bremsen sogar selbständig betätigt, wenn eine Kollision droht und keine Reaktion vom Fahrer kommt.

## Anfänge und Ziele
Die Initiative wurde am 15. Februar 2006 durch eine Mitteilung der Kommission ins Leben gerufen, und am 23. Februar desselben Jahres in Brüssel vorgestellt. Sie verfolgt das Ziel, die Straßen in der Europäischen Union sicherer zu machen, vor allem die Zahl von mehr als 1,2 Millionen Unfällen im Jahr zu reduzieren, die Anzahl der Staus zu verringern und Kraftstoffverbrauch und den CO2-Ausstoß zu reduzieren.

## Struktur und Arbeitsfelder
Die Initiative Intelligentes Fahrzeug ruht auf drei Säulen:
- der eSafety Initiative, deren Forum sie nutzt, um alle diejenigen Maßnahmen zu koordinieren, die an Fragen der Verkehrssicherheit und der beschleunigten Einführung moderner Sicherheitssysteme interessiert sind,
- den Forschungsprojekten, die im 6. und 7. Forschungsrahmenprogramm der Europäischen Union Systeme der Verkehrssicherheit und des Verkehrsmanagements erforschen, die auf Informations- und Kommunikationstechnologien beruhen,
- den Maßnahmen, die zu einer besseren Kenntnis dieser Systeme bei Entscheidungsträgern, Autofahrern und Konsumenten führen sollen. Zu den letztgenannten Maßnahmen gehört auch die Intelligent-Car-Webseite, die die Europäische Kommission Anfang September 2007 freigeschaltet hat.

## Schwerpunktsetzung
Wegen der Vielzahl möglicher Aktionen und Handlungsfelder hat die Kommission in einer zweiten Mitteilung vom 17. September 2007 angekündigt, sich schwerpunktmäßig auf einige besonders wichtige Herausforderungen zu konzentrieren. Diese sind die Einführung ab September 2010 des automatischen Notrufsystems eCall, der verpflichtende Einsatz von ESP ab 2012, ein stärkeres Hinwirken auf effizienten Kraftstoffverbrauch und CO2-Einsparung sowie die sichere Anbringung und Anwendung im Fahrzeug von mobilen, auch außerhalb des Autos benutzten Geräten wie Handys oder Navigationssystemen.
In Zusammenarbeit mit dem europäischen Forschungsprojekt PReVENT wurde die neue Mitteilung, wieder im Rahmen einer großen Ausstellung intelligenter Fahrzeuge, am 18. September 2007 der internationalen Presse und einem interessierten Fachpublikum in Versailles, Frankreich, vorgestellt. Neben der Urheberin der Initiative, der Europäischen Kommissarin für die Informationsgesellschaft Viviane Reding, waren bei diesem Anlass auch die französische Forschungsministerin Valérie Pécresse, der chinesische Wissenschaftsminister Gang Wan und der portugiesische Verkehrs- und Telekommunikationsminister Mário Lino Soares anwesend.